# Wereldbeker schaatsen 2019/2020 - Wereldbeker 4
De Wereldbeker schaatsen 2019/2020 Wereldbeker 4 was de vierde wedstrijd van het wereldbekerseizoen die van 13 tot en met 15 december 2019 plaatsvond in de M-Wave in Nagano, Japan. De 1500 meter stond tijdens deze wedstrijd niet op het programma.

## Tijdschema
| Datum                | Tijd                    | Onderdeel                                                                                                  |
| -------------------- | ----------------------- | --- |
| Vrijdag 13 december  | 16.00 (JST) 8.00u (MET) | 1e 500 m vrouwen 1e 500 m mannen Massastart vrouwen Massastart mannen Teamsprint vrouwen Teamsprint mannen |
| Zaterdag 14 december | 16.00 (JST) 8.00u (MET) | 2e 500 m mannen 1000 m vrouwen Ploegenachtervolging mannen 3000 m vrouwen                                  |
| Zondag 15 december   | 16.00 (JST) 8.00u (MET) | 2e 500 m vrouwen 1000 m mannen Ploegenachtervolging vrouwen 5000 m mannen                                  |

## Podia

### Mannen
| Wedstrijd            | Goud                                                            | Tijd              | Zilver                                                | Tijd              | Brons                                                              | Tijd              |
| 1e 500 meter         | Yuma Murakami Japan                                             | 34,58             | Tatsuya Shinhama Japan                                | 34,67             | Pavel Koelizjnikov Rusland                                         | 34,73             |
| 2e 500 meter         | Viktor Moesjtakov Rusland                                       | 34,50             | Pavel Koelizjnikov Rusland                            | 34,52             | Yuma Murakami Japan                                                | 34,54             |
| 1000 meter           | Pavel Koelizjnikov Rusland                                      | 1.08,45           | Kai Verbij Nederland                                  | 1.08,67           | Hein Otterspeer Nederland                                          | 1.08,95           |
| 5000 meter           | Danila Semerikov Rusland                                        | 6.18,60           | Peter Michael Nieuw-Zeeland                           | 6.18,69           | Aleksandr Roemjantsev Rusland                                      | 6.19,66           |
| Massastart           | Jordan Belchos Canada                                           | 61 punten 7.53,99 | Joey Mantia Verenigde Staten                          | 40 punten 7.54,67 | Bart Swings België                                                 | 21 punten 7.54,82 |
| Teamsprint           | Rusland Artjom Arefjev Pavel Koelizjnikov Roeslan Moerasjov     | 1.20,13           | Japan Yuma Murakami Tatsuya Shinhama Masaya Yamada    | 1.20,84           | Canada Alex Boisvert-Lacroix Antoine Gélinas-Beaulieu David La Rue | 1.20,97           |
| Ploegenachtervolging | Rusland Aleksandr Roemjantsev Danila Semerikov Roeslan Zacharov | 3.42,93           | Japan Seitaro Ichinohe Riku Tsuchiya Shane Williamson | 3.42,99           | Canada Jordan Belchos Ted-Jan Bloemen Tyson Langelaar              | 3.44,87           |

### Vrouwen
| Wedstrijd            | Goud                                                        | Tijd              | Zilver                                                     | Tijd              | Brons                                                           | Tijd              |
| 1e 500 meter         | Nao Kodaira Japan                                           | 37,49             | Angelina Golikova Rusland                                  | 37,51             | Vanessa Herzog Oostenrijk                                       | 37,65             |
| 2e 500 meter         | Angelina Golikova Rusland                                   | 37,24             | Vanessa Herzog Oostenrijk                                  | 37,45             | Nao Kodaira Japan                                               | 37,50             |
| 1000 meter           | Brittany Bowe Verenigde Staten                              | 1.14,34           | Miho Takagi Japan                                          | 1.14,89(4)        | Sanneke de Neeling Nederland                                    | 1.14,89(7)        |
| 3000 meter           | Ivanie Blondin Canada                                       | 4.00,24           | Martina Sáblíková Tsjechië                                 | 4.01,97           | Isabelle Weidemann Canada                                       | 4.03,05           |
| Massastart           | Ivanie Blondin Canada                                       | 61 punten 8.26,44 | Nana Takagi Japan                                          | 40 punten 8.26,57 | Mia Kilburg-Manganello Verenigde Staten                         | 20 punten 8.27,35 |
| Teamsprint           | Nederland Michelle de Jong Sanneke de Neeling Dione Voskamp | 1.28,05           | Rusland Olga Fatkoelina Angelina Golikova Daria Katsjanova | 1.29,11           | Japan Arisa Go Konami Soga Maki Tsuji                           | 1.29,26           |
| Ploegenachtervolging | Japan Ayano Sato Miho Takagi Nana Takagi                    | 2.56,37           | Canada Ivanie Blondin Valérie Maltais Isabelle Weidemann   | 2.57,81           | Rusland Jelizaveta Kazelina Jevgenia Lalenkova Natalja Voronina | 3.02,39           |